# Врелина (филм)
Врелина (енгл. Heat) је филм из 1995. године. Режију и сценарио потписује Мајкл Мен, док главне улоге играју: Ал Пачино, Роберт де Ниро и Вал Килмер.

## Радња
Нил Маколи (Роберт де Ниро) је бивши затвореник и професионални пљачкаш чији је мото целог живота остао „не вежи се ни за што од чега не можеш побећи за тридесет секунди“. Он и његова екипа, коју чине коцкарски зависник Крис Шихерлис (Вал Килмер) и бивши затвореник, породични човек, Мајкл Черито (Том Сајзмор), покушавају опљачкати блиндирано возило с новцем. Успевају побећи са 1,6 милиона долара у обвезницама Malibu Equity Investments, нафтне компаније која пере новац од дроге на off-shore рачунима. Иако је то требало да буде једноставна пљачка, екипа је била присиљена да убије сва три чувара. Након што је првога убио нови члан екипе, Вејнгро (Кевин Гејџ), други је убијен у самоодбрани, а трећег нису смели оставити живог како не би било сведока.
Маколи се састаје са својим ортаком, Нејтом (Џон Војт), који сугерише продају обвезница оригиналном власнику, Роџер Ван Зент. Ван Зент је осигурао обвезнице и понудио већу цену за њих него што би Нејт добио на тржишту. Као одмазду за претварање пљачке у троструко убиство, Маколи и екипа покушавају убити Вејнгроа, али он успева побећи у тренутку кад је Маколија омела полицијска патрола. Ван Зент превари Маколија и покуша га убити током покушаја да откупи обвезнице.
Поручник Винсент Хана (Ал Пачино) истражује пљачку блиндираног возила. Његово искуство учинило га је једним од најбољих детектива елитног одела за пљачке и убиства полиције Лос Анђелеса (ЛАПД). Хана и његова екипа сместа крећу на посао, покушавајући ухватити Маколија и његову екипу употребом трагова и доушника. У међу времену, Маколи је обузет планирањем друге велике пљачке: напада на банку с пленом од 12 милиона долара.
Док се израђују планови, филм се бави и приватним животима двојице мушкараца: Маколи живи усамљено, у складу са својом животном филозофијом, иако каже својој новој дјевојци: „Јесам сам, али нисам усамљен." Почиње се помало мењати након сусрета са графичком дизајнерком, Иди (Ејми Бренеман), која мисли да је он трговац металима. У међувремену, Ханин трећи брак са Џастин (Дајана Венора), је у распаду - иако је близак и држи до поћерке Лорин (Натали Портман), чији отац занемарује своје родитељске дужности. Брак Криса Шихерлиса (Вал Килмер) и његове жене Шарлин (Ешли Џад) распада се због његове коцкарске зависности. Осим тога, Шарлин вара свог мужа с другим мушкарцем, Марсијаном (Хенк Азарија), који после постаје Ханин шпијун.
Врхунац филма је сцена у ресторану у којој се Маколи и Хана коначно састају и разговарају о својим животима. Током састанка, Хана каже Маколију да ће га убити ако буде потребно. Маколи му објашњава своју филозофију о "30 секунди“ рекавши како се не враћа у затвор. Дотад најбољи план пљачкаша о провали у банку распада се због Вејнгроа. Вејнгро се покушавао притајити још од када га је Маколи покушао убити; састао се са Ван Зентом у мотористичком бару у потрази за послом. Вејнгро одводи Ван Зента једном од чланова Маколијеве екипе, Треху (Дени Трехо). Трехо је присиљен одати Маколијев план јер су му отели жену.
Један од Ван Зентових подређених, полицијски доушник Хју Бени (Хенри Ролинс), одаје план полицији. Иако је пљачка банке обављена без потешкоћа, док екипа улази у ауто за бег, стиже полиција; почиње хаотична пуцњава у средишту Лос Анђелеса. Током катастрофалне пљачке и бега убијено је неколико полицајаца, као и Черито и Трехова замена, возач Бридан (Денис Хејсберт). Шихерлис је рањен, али успева побећи уз Маколијеву помоћ. Верујући да га је Трехо издао, Маколи полази у његову кућу, али налази Треха на самрти и његову мртву жену, обоје окрутно претучене. Сазнавши да су Вејнгро и Ван Зент одговорни, Маколи самилосно убија Треха и полази према Ван Зентовој кући, захтевајући да му каже где би се могао налазити Вејнгро. Кад је Ван Зент рекао да не зна, Маколи га убија.
Полиција одводи Шарлин Шихерлис и њеног сина Доминика у сигурну кућу. Један од Ханиних људи, Дракер (Мајкелти Вилијамсон), објашњава Шарлин да ће бити оптужена за саучесништво те да ће завршити у затвору ако одбије предати мужа полицији. Дракер јој каже да ће јој син завршити у сиротишту те вероватно постати криминалац ако одбије сарађивати. Крис се коначно појављује са другачијом фризуром како би прикрио идентитет, али га жена потајно упозорава да се удаљи. Зауставља га полицијска патрола, али спашава га лажна лична карта. Маколи, сада заљубљен у Иди, крши свој мото питајући је хоће ли напустити земљу с њим. Већ је средио две резервације за Нови Зеланд; међутим, добивши информацију од Нејта где се скрива Вејнгро, Маколи одлучује га наћи и убити у хотелу близу ваздушне луке.
Након што је активирао пожарни аларм у хотелу како би рашчистио подручје, Маколи убија Вејнгра и бежи након кратког обрачуна са полицајцем. Иако он то не зна, Вејнгро је одговоран за више бруталних убистава проститутки у граду. На истрази о тим убиствима ради и Хана.
У међувремену, након Бенијевог упозорења, Хана стиже у хотел. Из даљине угледа Иди, која му изгледа сумњиво јер седи у Маколијевом ауту чекајући га док гости панично напуштају хотел. Маколи излази из хотела и креће према ауту, али угледавши Хану како му хитро прилази, почне бежати, напустивши Иди.
У овом кључном тренутку филма, Маколи се придржава свог правила о "30 секунди“ и напушта Иди; покушава се изгубити у гомили док Хана креће за њим. Маколи прескаче ограду у ваздушној луци и полази према терминалу за укрцавање. Хана га следи из близине. Маколи полази према напред и налази склониште иза једне од кућица за радарску контролу код једне писте. Хана га следи и двојица почињу напету игру мачке и миша у мраку. Маколи опажа како се велики рефлектори на писти пале током слетања авиона и досети се како би могао убити Хану. Међутим, док Маколи покушава убити Хану са светлима иза себе, Хана успева видети његову сену и у делићу секунде, запуца први, погодивши Маколија неколико пута у прса.

## Улоге
| Глумац              | Улога                 |
| ------------------- | --------------------- |
| Ал Пачино           | поручник Винсент Хана |
| Роберт де Ниро      | Нил Маколи            |
| Вал Килмер          | Крис Шихерлис         |
| Џон Војт            | Нејт                  |
| Том Сајзмор         | Мајкл Черито          |
| Дајана Венора       | Џастин Хана           |
| Ејми Бренеман       | Иди                   |
| Ешли Џад            | Шерлин Шихерлис       |
| Мајкелти Вилијамсон | наредник Дракер       |
| Вес Студи           | детектив Казалс       |
| Тед Левин           | детектив Мајк Боско   |
| Натали Портман      | Лорен Густафсон       |
| Вилијам Фикнер      | Роџер Ван Зант        |
| Денис Хејсберт      | Бридан                |
| Том Нунан           | Келсо                 |
| Дени Трехо          | Трехо                 |
| Хенри Ролинс        | Хју Бени              |
| Кевин Гејџ          | Вејнгроу              |
| Ханк Азарија        | Алан Марчано          |
| Џереми Пивен        | доктор Боб            |
| Зандер Беркли       | Ралф                  |

## Зарада
- Зарада у САД - 67.400.000$
- Зарада у иностранству - 120.000.000$
- Зарада у свету - 187.400.000$